# 保满铁路
保满铁路是一条位于河北省保定市境内的铁路支线，起点为京广铁路保定站，在保定南站南侧与京广铁路分线，折向北后再次折向西，途经保定市市区和满城县，止于满城县境内的神星站。保满铁路全长35公里，设有车站5座。
保满铁路原为规划中由河北省保定至山西省大同的大保铁路的一段。1958年11月，作为大保铁路上北泉至保定段（长度为131.1公里）的首段，新建工程正式开工建设。仅用时1月有余，在1958年年末即完成由保定南站至满城间的19.3公里铺轨工程。大保铁路满城至保定南站区段于1959年年末开始办理临时运营。
大保铁路规划起点为山西省大同市境内的里八庄站，途径浑源县、灵丘县、上北泉至京广铁路保定南站止。设计为运输大同地区煤炭，缓和丰沙铁路运能紧张情况的分流线路。1958年因沿途修建钢铁厂，首先动工上北泉至保定段。该段位于河北省西北部。保定与满城之间地形为平原，满城以西地区逐步进入山区，线路计划过石井，沿介河台地，经岭西至刘家台水库南侧，越过清醒分水岭至神北，再沿唐河河谷过龙家庄至上北泉。所经区域多为山岳地区，河道曲折，地势陡峭，尤其以独山城至龙门段为甚。大跃进后期，紧缩基建项目，大保铁路下马未贯通。1967年铁路续建至神星站，服务于生产航空螺旋桨、直升机桨叶的航空工业小三线重点企业惠阳机械厂。全长展至35公里.
原保满铁路在满城县城周围形成环形铁路。经今满城车站东侧向北引出，沿着现在的宏昌南街、宏昌北街的路东侧向北，过北环路，在造纸厂西门折向西，经过眺山营村南、北辛庄村北、穿越河北省冀中监狱监区，在卫民大街与北外环路处与保满铁路接轨。
保满铁路“自1995年9月1日起停运保定——神星之间往返开行的577／578次、579／580次旅客列车。”